# Adly Mansour
Adly Mahmoud Mansour (arabisk: عدلي محمود منصور, født 23. december 1945) er leder af den egyptiske forfatningsdomstol og var Egyptens fungerende præsident fra den 3. juli 2013 til den 8. juni 2014.
Han dimitterede med sin juridiske embedseksamen i 1967 og arbejdede for Egyptens statsråd. Han blev senere uddannet på Frankrigs École nationale d'administration (ENA), hvorfra han dimitterede i 1977.
Mansour blev udnævnt til forfatningsdomstolen i 1992 og fungerende som vicechef for forfatningsdomstolen indtil juli 2012, hvor han blev forfremmet til leder af domstolen.
Hans udnævnelse blev annonceret på tv af forsvarsminister generaloberst Abdul Fatah al-Sisi. I en kort tid herefter misfortolkede nogle medier, at valget var faldet på den tidligere leder af den egyptiske forfatningsdomstol Maher El-Beheiry.
Mansour har en søn og to døtre med sin ægtefælle.